# Apotecjum

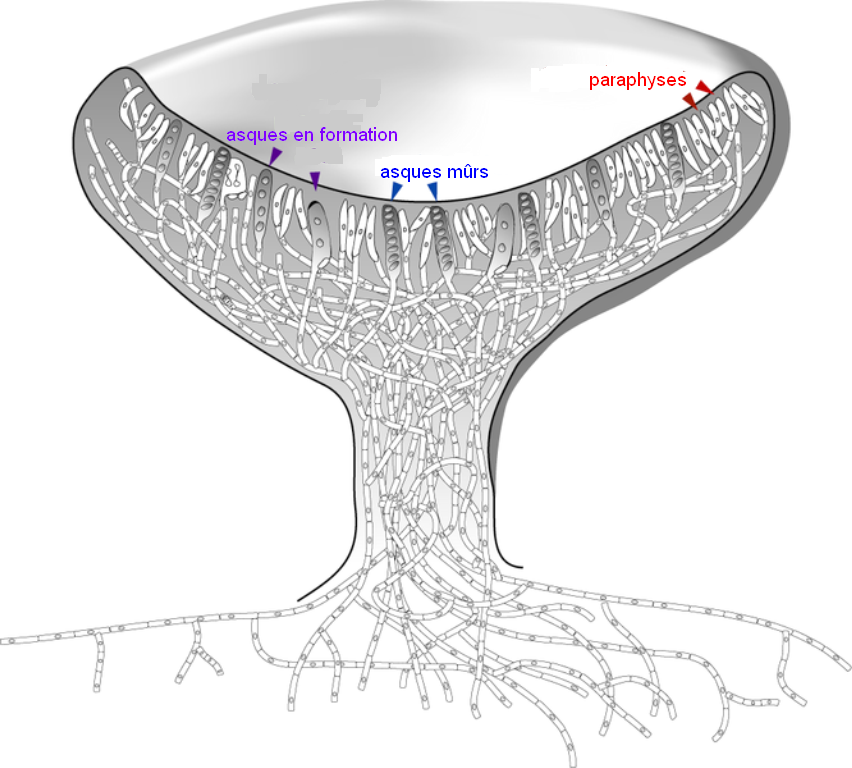
Schemat budowy apotecjum:
asques en formation – tworzące się worki
asques murs – dojrzałe worki
paraphyses – parafizy

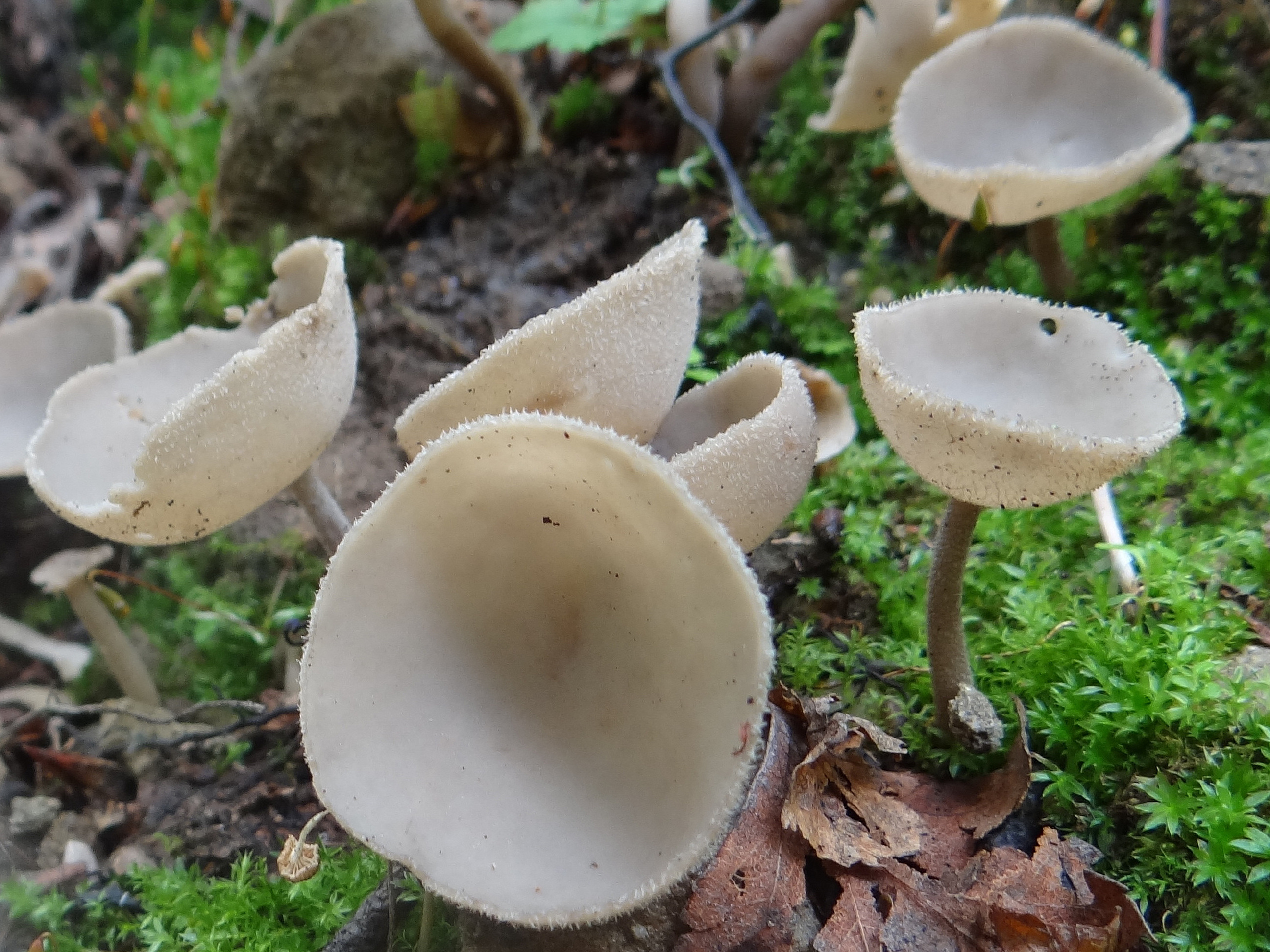
Apotecja na trzonach (piestrzyca popielata)

Apotecjum, w l.mn. apotecja (łac. apothecium) – rodzaj askokarpu (owocnika) u workowców. Używana jest też polska nazwa miseczka. Apotecjum ma wygląd mniej lub bardziej wklęsłej miseczki o mięsistych ścianach i zbudowany jest z dwóch rodzajów strzępek:
- na wklęsłej stronie miseczki znajdują się płodne warstwy hymenium (warstwa rodzajna). Powstają w nich worki (ascus) z zarodnikami. Pomiędzy nimi znajdują się płonne wstawki (parafizy);
- wypukłą stronę miseczki tworzą splątane płonne strzępki grzybni (hypotecjum)[2].

Apotecja mogą mieć kształt miseczkowaty, kolisty, kolisto-kanciasty, kanciasty, nieregularny, wydłużony, palczasty, widełkowato lub gwiazdkowato rozgałęziony. Mogą być w podłożu wgłębione, szeroko do niej przylegające lub wyniesione nad powierzchnię.
Wewnętrzna warstwa rodzajna często odróżnia się barwą i strukturą powierzchni od warstwy zewnętrznej, np. u dzieżki pomarańczowej (Aleuria aurantia) jest ona pomarańczowa i gładka, podczas gdy warstwa zewnętrzna jest biaława i aksamitna. W trakcie dojrzewania zarodników u niektórych gatunków miseczka stopniowo rozpłaszcza się, tak że w końcowej fazie przyjmuje postać talerzyka lub nawet wywija się na drugą stronę tak, że worki znajdują się na wypukłej stronie miseczki.
Miseczki mogą wyrastać bezpośrednio na podłożu, jak np. u czarki szkarłatnej (Sarcoscypha coccinea), lub na różnej długości trzonach, jak np. u kielisznika jodłowego (Cyphella digitalis) czy piestrzycy popielatej (Helvella macropus). U niektórych gatunków grzybów miseczki są z jednej strony rozcięte na różną głębokość, czasami aż do podstawy. Na przykład u uchówki oślej (Otidea onotica) rozcięte brzegi miseczki zawijają się do wewnątrz, wskutek czego owocnik przypomina wyglądem ucho.
U porostów w apotecjach wyróżnia się zazwyczaj dwie części:
- tarczka owocnika – część hymenium widoczna na górnej stronie plechy. Jest mniej lub bardziej okrągła. Może być wkłęsła, płaska lub wypukła;
- brzeżek (ekscypulum) – brzeg tarczki. W zależności od rodzaju brzeżka wyróżnia się dwa rodzaje apotecjów:
  - apotecja lekanorowe, na brzeżnej części których występują glony,
  - apotecja lecideowe, pozbawione glonów[4].

Apotecja to podstawowy typ askokarpów. Mają one wielkość od ułamka milimetra do około 20 centymetrów. Często są silnie zabarwione, zwłaszcza hymenium. Zawierają pigmenty karotenoidowe i inne, mogące nadawać hymenium różnorodne barwy, aż po czarną.